# جورج بي. كوسبي
جورج بي. كوسبي (بالإنجليزية: George B. Cosby)‏ هو عسكري أمريكي، ولد في 19 يناير 1830 في لويفيل في الولايات المتحدة، وتوفي في 29 يونيو 1909 في أوكلاند في الولايات المتحدة.